# Thulani Serero
Pour les articles homonymes, voir Serero.
Thulani Serero (né le 11 avril 1990 à Soweto) est un footballeur international sud-africain. Il évolue au poste de milieu de terrain à Cape Town City.

## Biographie

### Ajax Cape Town
Serero joue tout d'abord dans l'équipe jeune du club sud-africain de l'Ajax Cape Town, affilié à l'Ajax Amsterdam.
Il rejoint l'équipe pro de Cape Town en 2008, sous les ordres de l'entraîneur Craig Rosslee.
Au total, il fait 11 apparitions lors de sa première saison pro en PSL. La première survient le 8 février 2009 face à Bloemfontein Celtic (défaite 2-1). Le 23 avril, il inscrit un doublé face à Thanda Royal Zulu (victoire 5-2).
La saison suivante, il devient un élément clé de l'équipe, et devient titulaire, jouant 25 matchs en PSL. Il atteint la finale du MTN 8 et du Telkom Knockout.
Lors de la saison 2010-11, sous le coaching de Foppe de Haan, il participe au bon classement de son club en PSL (2e du championnat). Il gagne plusieurs titres individuels, tels que le Meilleur joueur de PSL de l'année, Meilleur joueur de PSL de la saison.

### Ajax Amsterdam
Il est transféré en mai 2011 à l'Ajax Amsterdam, pour un montant de 2,5 millions d'euros et un contrat de 4 ans.
Il fait ses débuts en Eredivisie le 7 août face à De Graafschap (victoire 4-1). Souvent blessé, il ne participe qu'à 7 matchs sous le maillot de l'Ajax lors de sa première saison et est sacré champion. Il fait sa première apparition en Ligue des champions le 27 septembre, en entrant en jeu face au Real Madrid (défaite 3-0).
Il marque son premier but contre le NAC Breda (victoire 5-0) le 25 août 2012. Il marque un doublé deux semaines plus tard contre le SC Heerenveen (2-2), mais reçoit un carton rouge plus tard dans le match. Il termine à nouveau champion.
Il devient titulaire, pour combler le départ de Christian Eriksen, parti à Tottenham en 2013.
Il marque en novembre 2013 son premier but en Ligue des champions, contre le FC Barcelone (victoire 2-1). Lors de sa troisième saison, il remporte le championnat et la supercoupe.
Moins utilisé par l'entraîneur Franck de Boer lors de la saison 2015/2016, il n'a participé à aucune rencontre en équipe première sous Peter Bosz en 2016/2017 car il a refusé d'être transféré au APOEL Nicosie.

### Vitesse Arnhem
Le 14 juin 2017, il s'engage pour 3 ans avec le Vitesse Arnhem. Il fait ses débuts le 5 août lors du Johan Cruijff Schaal face au Feyenoord Rotterdam (défaite 1-1 5-3). Il marque son premier but le 14 avril 2018 lors d'une victoire 7-0 face au Sparta Rotterdam.

### Al-Jazira
Depuis août 2019, il évolue du côté d'Al-Jazira. Il joue son premier match le 19 septembre face à Al-Dhafra (victoire 2-0).

### En sélection
Il participe à la Coupe du monde des moins de 20 ans 2009 avec l'équipe d'Afrique du Sud des moins de 20 ans.
Il reçoit sa première sélection en équipe d'Afrique du Sud le 9 février 2011, en amical contre le Kenya (victoire 2-0). Il marque son premier but en sélection le 15 novembre 2014, lors des qualifications à la Coupe d'Afrique des nations 2015.
Il participe à la Coupe d'Afrique des nations 2013 et 2019.

### Buts en sélection
| N° | Date             | Lieu                                            | Adversaire | Score | Résultat | Compétition                                                        |
| -- | ---------------- | ----------------------------------------------- | ---------- | ----- | -------- | ------------------------------------------------------------------ |
| 1. | 15 novembre 2014 | Moses Mabhida Stadium, Durban, Afrique du Sud   | Soudan     | 1–0   | 2–1      | Qualifications à la Coupe d'Afrique des nations de football 2015   |
| 2. | 12 novembre 2016 | Peter Mokaba Stadium, Polokwane, Afrique du Sud | Sénégal    | 2–0   | 2–1      | Éliminatoires de la Coupe du monde de football 2018 : zone Afrique |

## Palmarès

### En club

#### Ajax Cape Town
- Premier Soccer League
  - Vice-champion : 2010-2011[20]
- Telkom Knockout
  - Finaliste : 2009-2010[21]
- MTN 8
  - Finaliste : 2009[22].

#### Ajax Amsterdam
- Eredivisie
  - Champion : 2011-2012, 2012-2013 et 2013-2014
  - Vice-champion : 2014-2015[23], 2015-2016[24]
- Coupe des Pays-Bas
  - Finaliste : 2013-2014[25]
- Johan Cruijff Schaal
  - Vainqueur : 2013
  - Finaliste : 2011[26], 2012[27], 2014[28]

#### Vitesse Arnhem
- Johan Cruijff Schaal
  - Finaliste : 2017

### Individuel

#### Premier Soccer League
- Meilleur jeune de la SAFA de l'année en 2009
- Meilleur joueur de PSL de l'année en 2011[29]
- Meilleur joueur de PSL de la saison en 2011[29]
- Meilleur joueur de PSL de la saison élu par ses pairs en 2011[29]
- Meilleur jeune de PSL de la saison en 2011[29]